# Платформа (вагон)

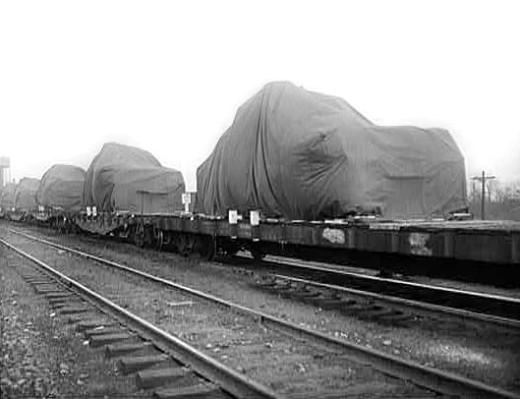
Кілька залізничних платформ з завантаженими на них танками, що вкриті брезентом. Квітень 1943 року.

Платфо́рма (рос. платформа, англ. flatcar, нім. Flachwagen m) — вантажний залізничний вагон відкритого типу з невисокими бортами.

## Виробники
Серед виробників залізничних платформ в Україні присутні наступні підприємства:
- Азовмаш[1]
- Дніпровагонмаш[2]
- Крюківський вагонобудівний завод[3]